# Zea

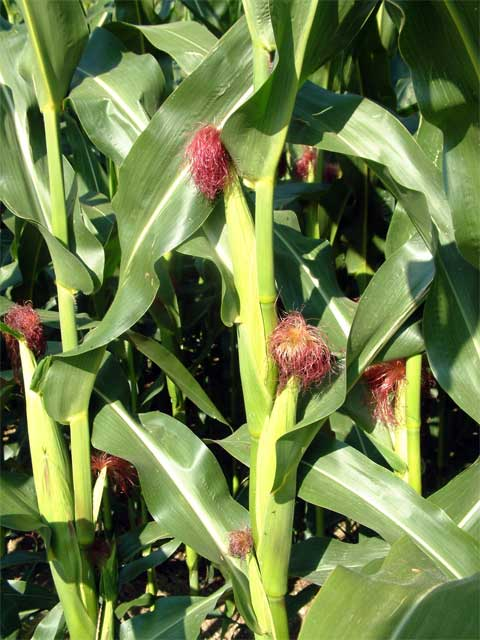
Milho (Zea mays).

Zea ou teosintos é um género botânico pertencente à família Poaceae. Zea mays ssp. mays é o único táxon domesticado e é extensivamente utilizado como alimento humano ou ração animal, popularmente chamado de milho. Os táxons restantes são silvestres e são denominados coletivamente como teosintos.
Na classificação taxonômica de Jussieu (1789), Zea é o nome de um gênero  botânico,  ordem  Gramineae,  classe Monocotyledones com estames hipogínicos.

## Principais espécies
- Zea diploperennis
- Zea luxurians
- Zea mays ssp. huehuetenangensis
- Zea mays ssp. mays
- Zea mays ssp. mexicana (teosinto tradicional)
- Zea mays ssp. parviglumis
- Zea nicaraguensis
- Zea perennis

## Galeria de imagens

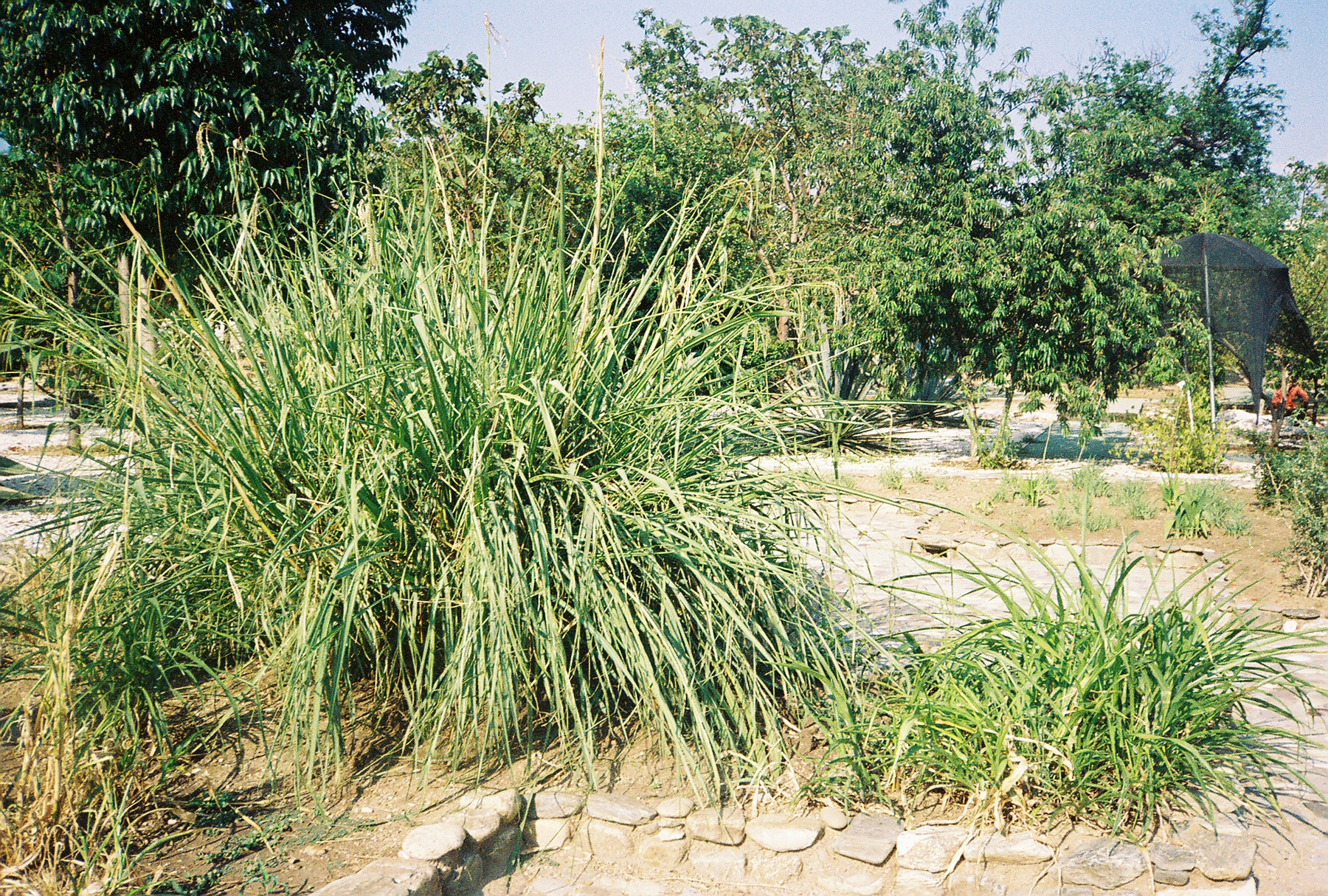
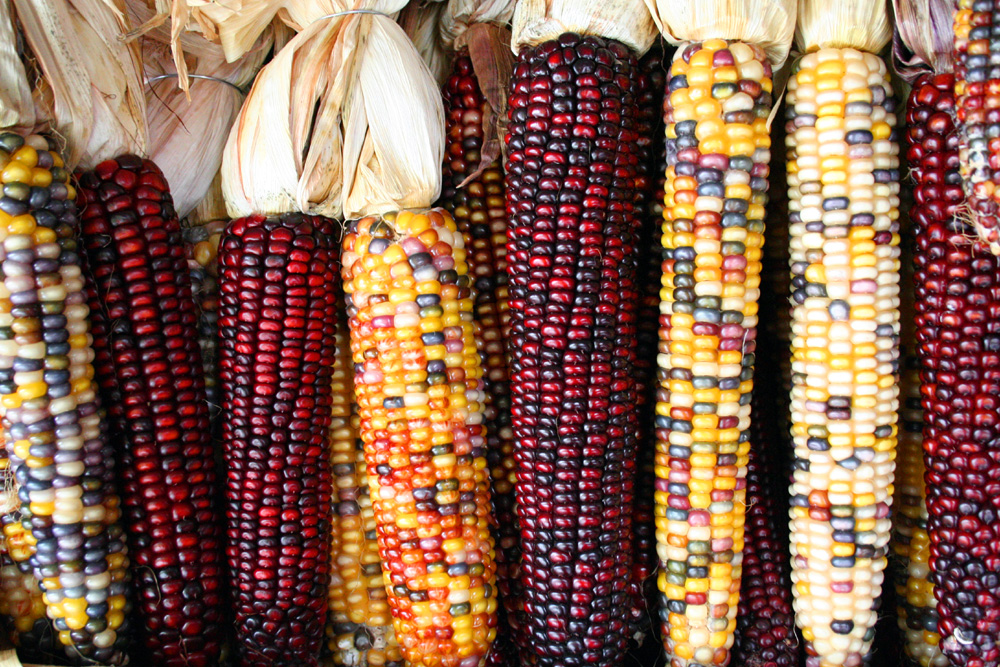
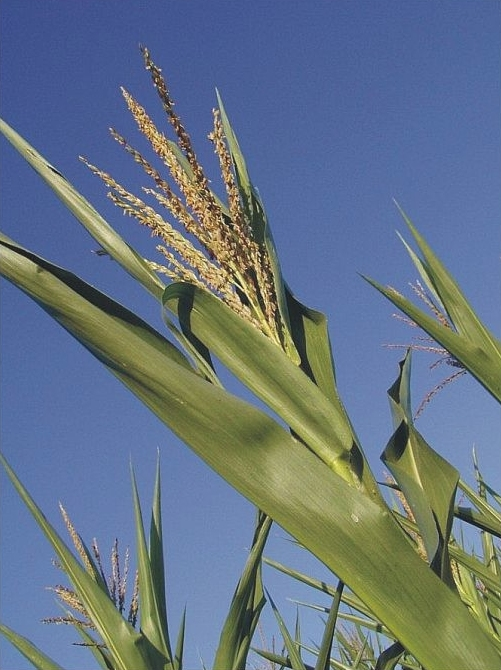
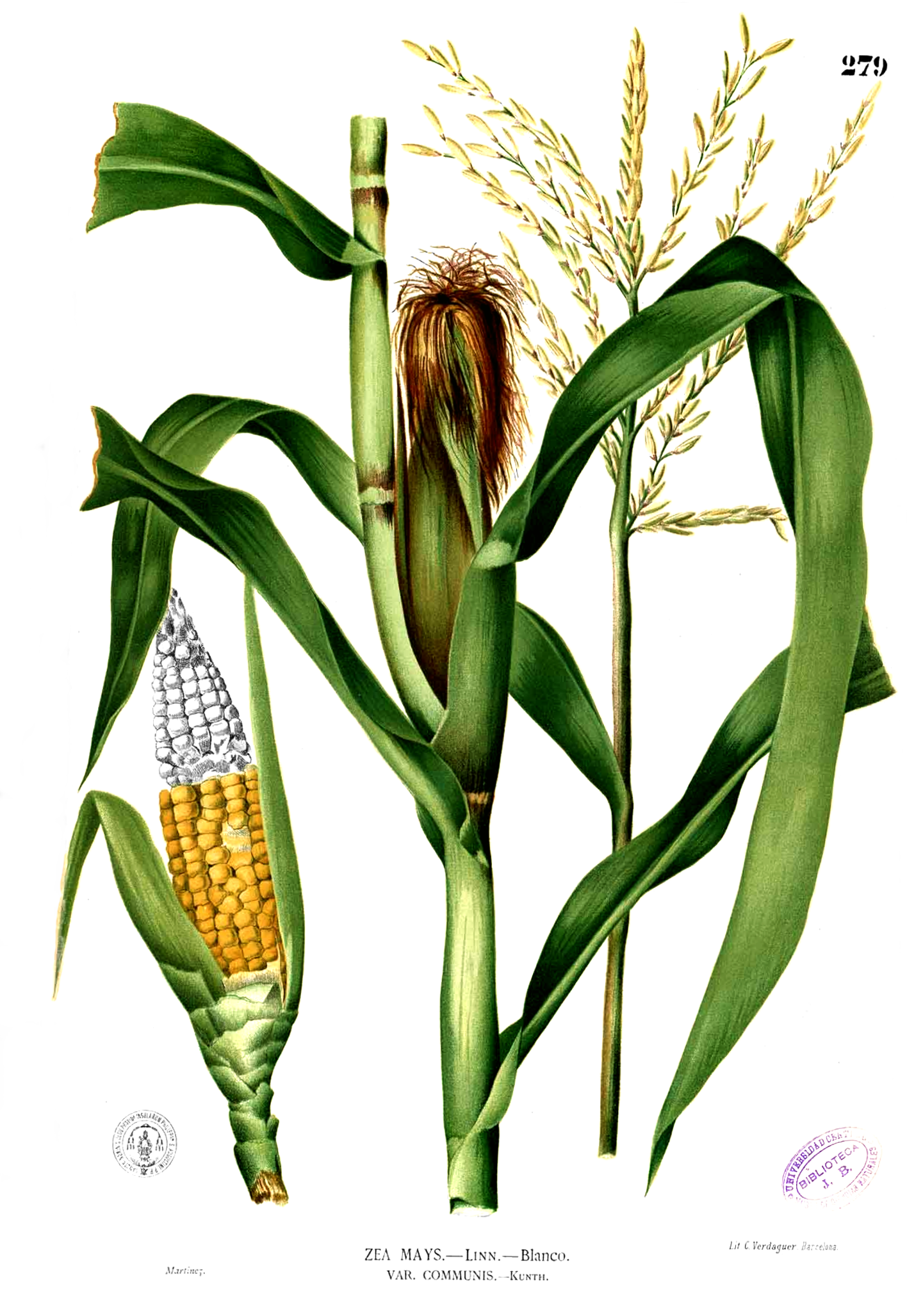
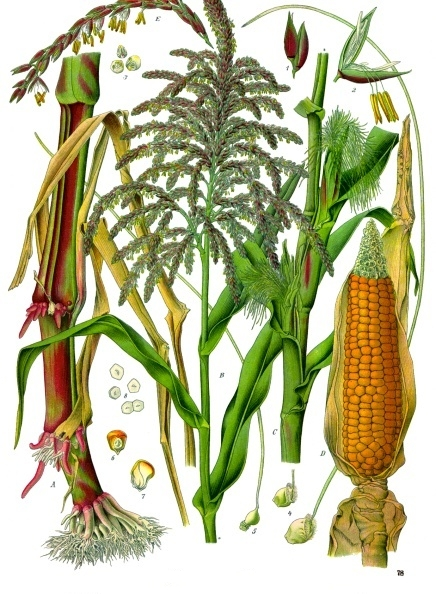

## Classificação do gênero
| Sistema | Classificação                    | Referência               |
| ------- | -------------------------------- | ------------------------ |
| Linné   | Classe Monoecia, ordem Triandria | Species plantarum (1753) |